# 钩巨蟹蛛
钩巨蟹蛛（学名：Heteropoda hamata）为巨蟹蛛科巨蟹蛛属的动物。在中国大陆，分布于四川等地，主要栖息于房屋墙壁及农田。该物种的模式产地在四川。